# Timaixovsk
Timaixovsk - Тимашёвск (rus) és una ciutat del krai de Krasnodar, a Rússia, es troba a la vora del riu Kirpili. És a 63 km al nord de Krasnodar.
Pertany a aquesta ciutat el possiólok de Kirpitxni.

## Història
Els orígens de Timaixovsk es remunten a la fundació d'un assentament dels cosacs de la mar Negra el 1794 a la vora del Kirpili. El 1842 va rebre l'estatus de stanitsa, amb el nom de Timaixóvskaia. El 1874 s'hi obrí la primera escola, el 1912 l'oficina postal i el 1914 una estació de la línia de ferrocarril Primorsko-Akhtarsk-Iekaterinodar.
Durant la Segona Guerra Mundial l'stanitsa fou destruïda durant la retirada nazi el 1943. El 1966 va rebre l'estatus de ciutat i el seu nom actual.

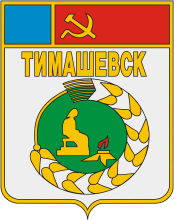
Escut del 1988.
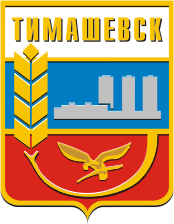
Escut del 1998.

## Demografia
| 1959   | 1970   | 1979   | 1989   | 2002   | 2008   | 2010   | 2014   |
| ------ | ------ | ------ | ------ | ------ | ------ | ------ | ------ |
| 19 000 | 29 100 | 39 100 | 45 600 | 54 116 | 54 077 | 53 924 | 52 953 |

### Composició ètnica
Dels 54.116 habitants que tenia el 2002, el 90,5% eren russos, el 3,3% armenis, el 2,6% ucraïnesos, el 0,5% tàtars, el 0,4% belarussos, el 0,3% àzeris, el 0,3% alemanys, el 0,2% georgians, el 0,2% grecs, el 0,2% gitanos, el 0,1% adigués i el 0,1% turcs.

## Galeria d'imatges

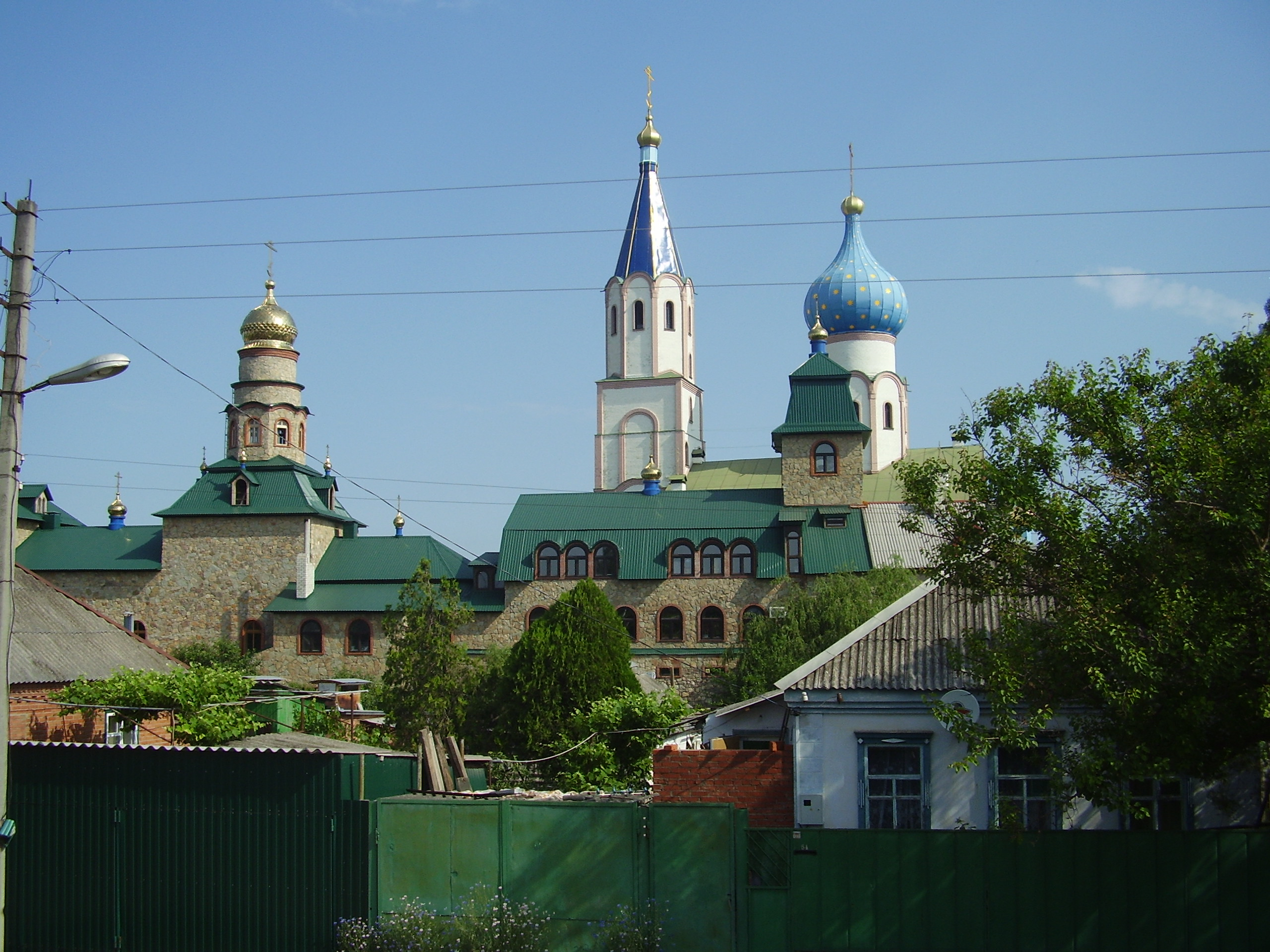
Monestir.
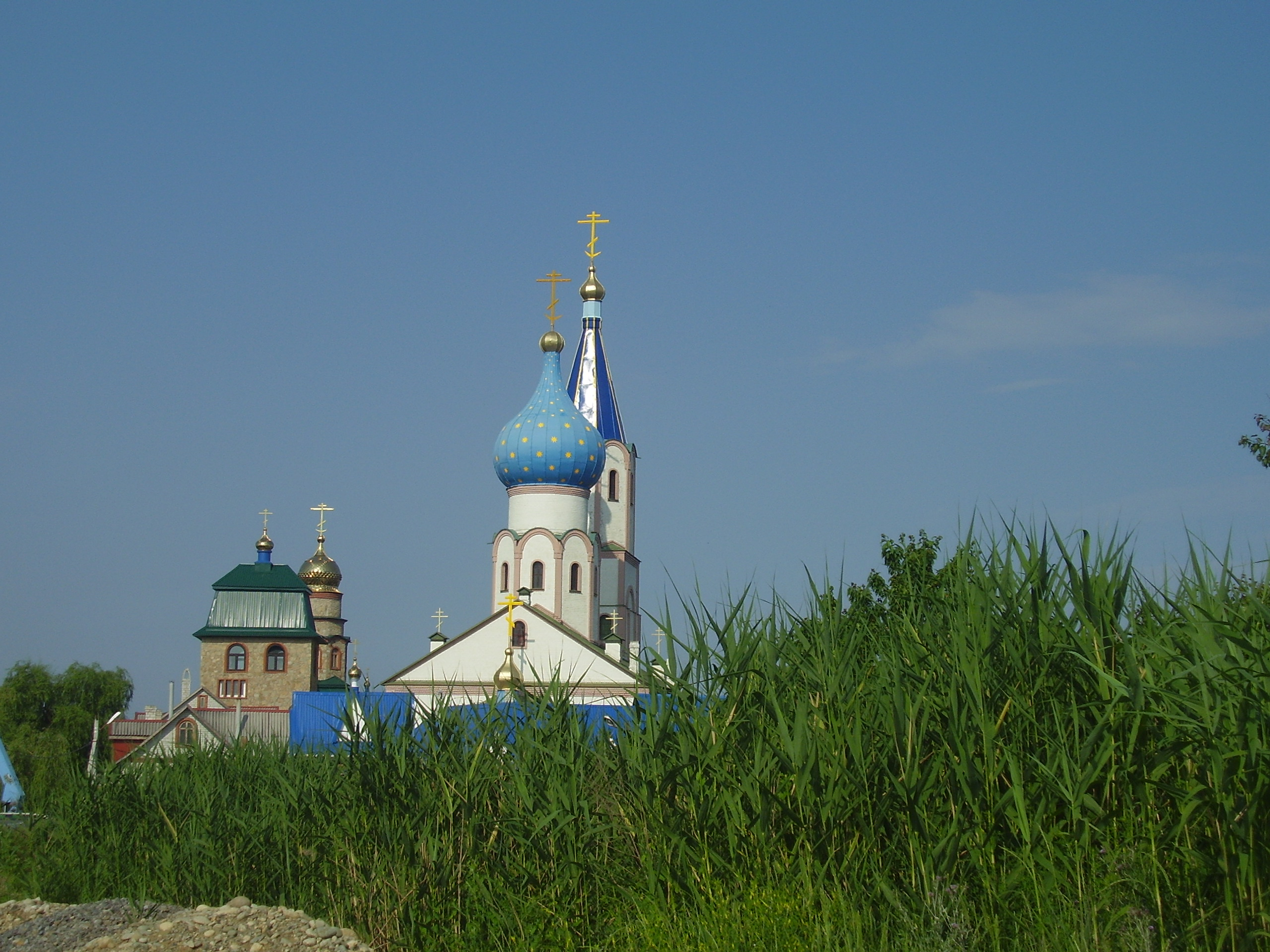
Monestir.
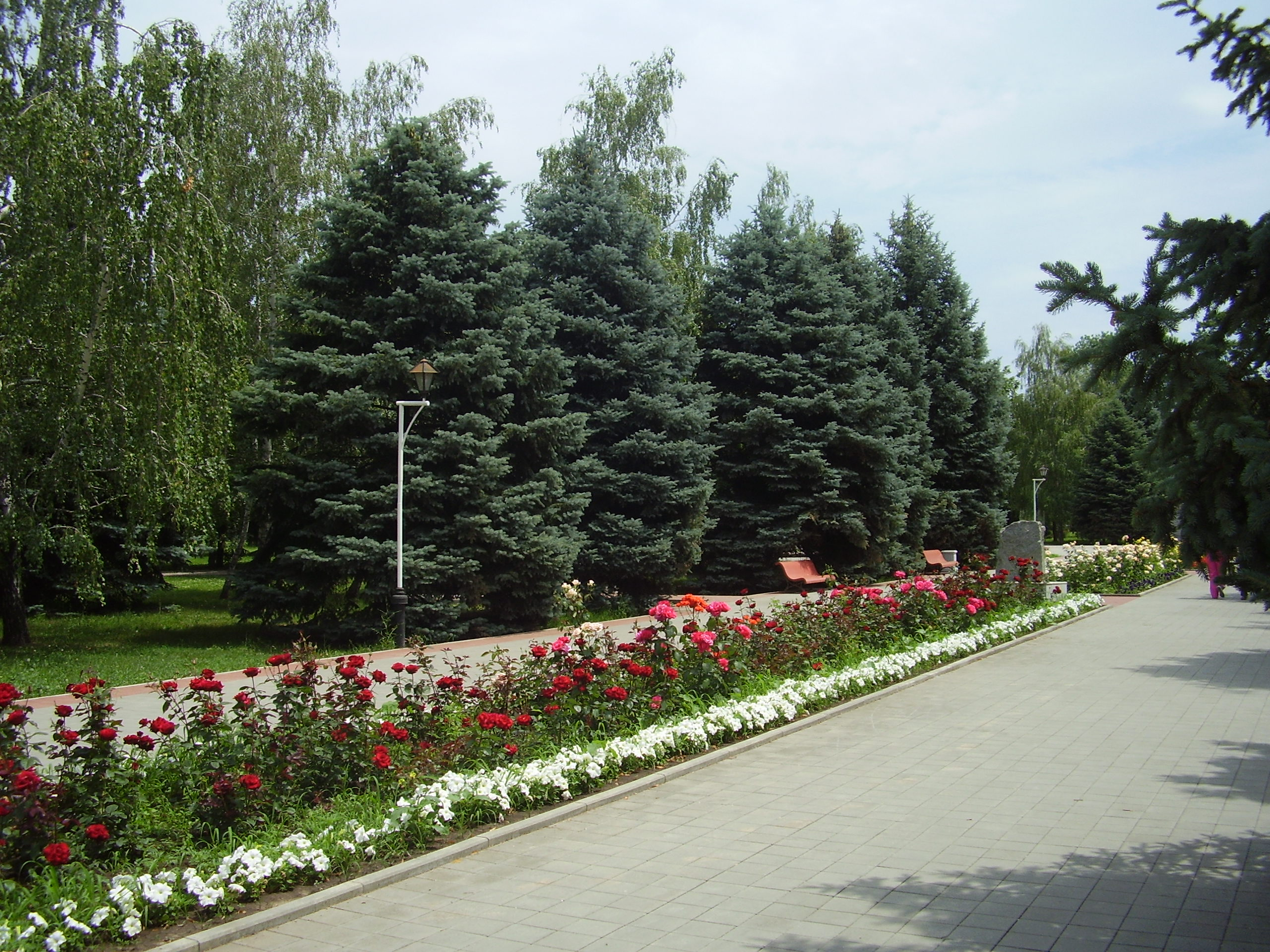
Parc.
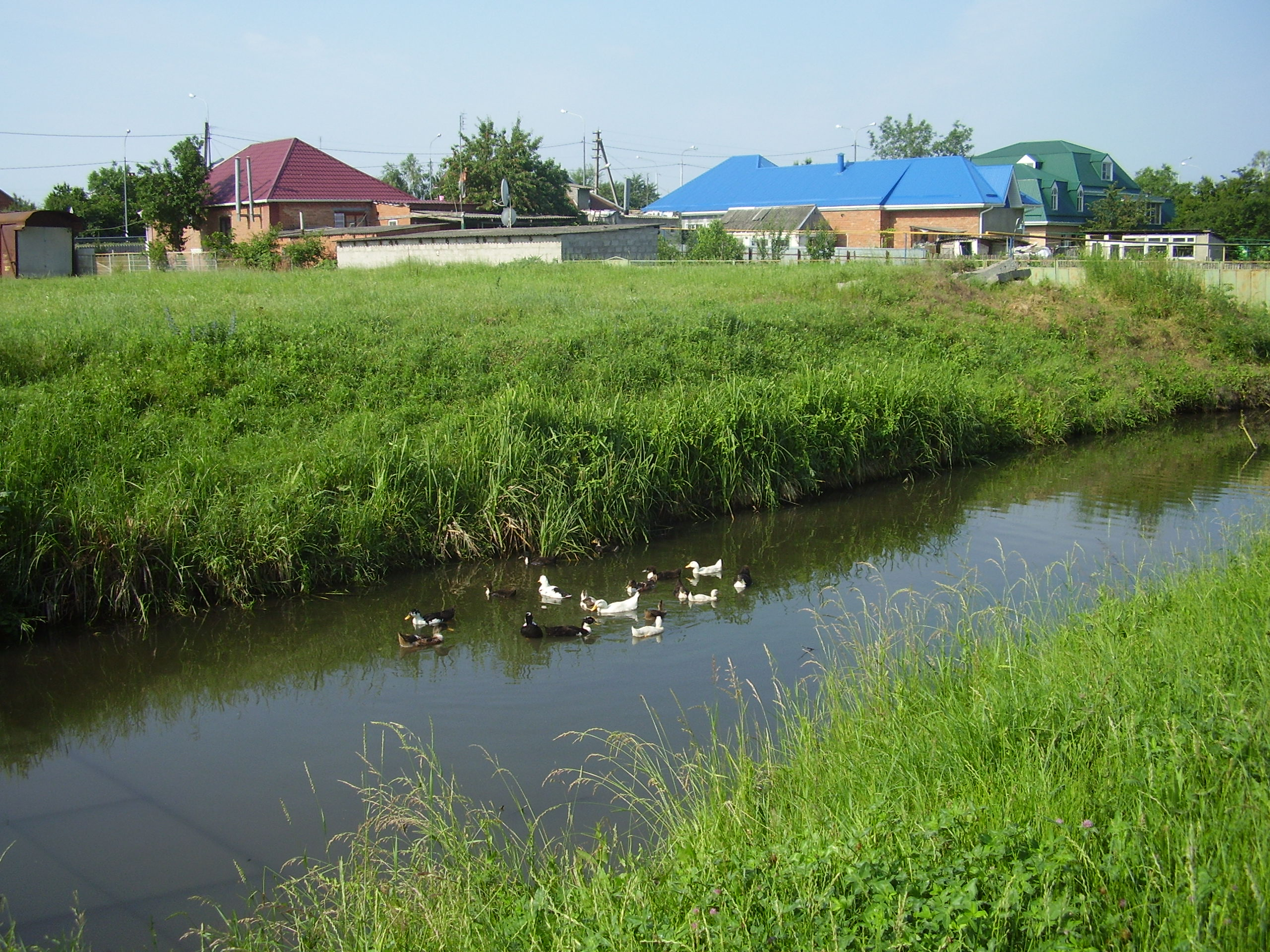
Rierol prop del monestir.